# جشنواره اجراهای خیابانی

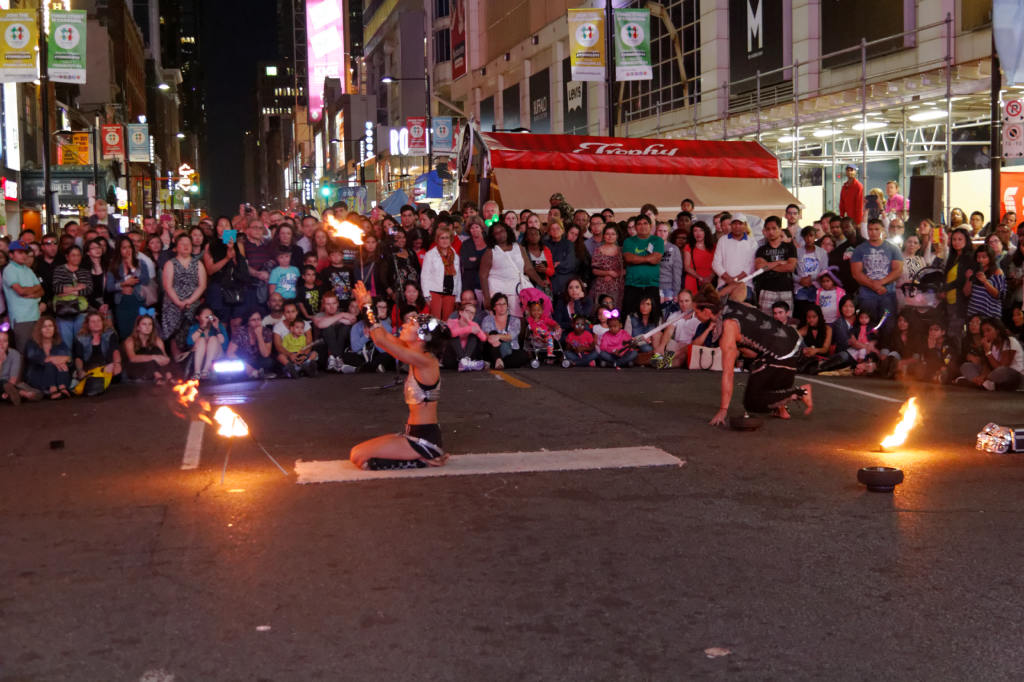
جمعیت برای تماشای اجرای یک نمایش خیابانی در خیابان یانگ برای جشنواره اجراهای خیابانی تورنتو ۲۰۱۴ جمع شده‌اند.

جشنواره اجراهای خیابانی (انگلیسی: Buskerfest) نام یک جشنواره سیار اجرای خیابانی است. هنرمندان اجرای خیابانی در جشنواره‌ها هر تابستان از مجموعه ای از شهرهای میزبان بازدید می‌کنند. شهرهای میزبان اغلب یکی از بلوک‌های خیابان برجسته مرکز شهر را برای جشنواره تعطیل می‌کنند.
هیچ‌یک از شهرها در سال ۲۰۲۰ جشنواره خود را نداشتند.